# Chae Yoo-jung

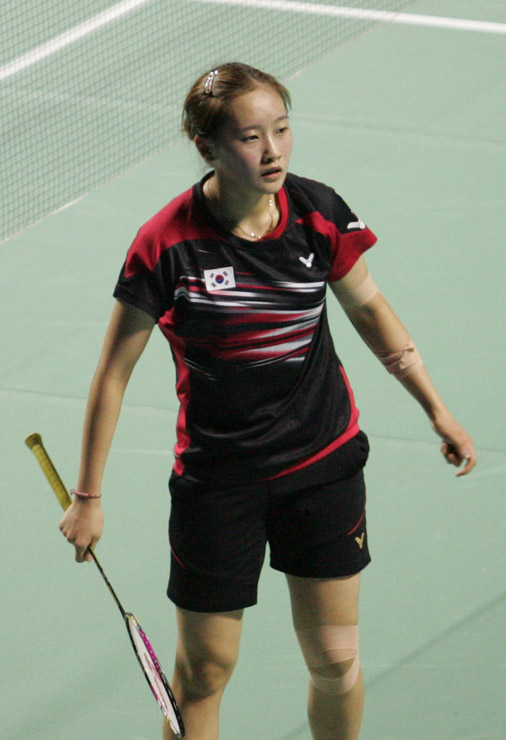
Chae Yoo Jung beim Korea Grand Prix Gold 2015

Chae Yoo-jung (kor. 채유정; * 9. Mai 1995 in Busan) ist eine südkoreanische Badmintonspielerin. 

## Karriere
Chae Yoo-jung gewann bei der Badminton-Juniorenweltmeisterschaft 2011 Bronze im Mixed mit Choi Sol-kyu und Silber mit dem südkoreanischen Team. Ein Jahr später wurden beide gemeinsam Juniorenasienmeister. Bei den Erwachsenen startete sie beim Korea Open Grand Prix Gold 2011, den Turkey International 2011, der Korea Open Super Series 2012, den Osaka International 2012, den India International 2012, dem India Open Grand Prix Gold 2012 und der Korea Open Super Series 2013, wodurch sie sich auf Weltranglistenplatz 139 im Doppel und 206 im Mixed verbesserte.